# Tárnok (település)
Tárnok nagyközség Pest vármegyében, az Érdi járásban, a budapesti agglomerációban.

## Fekvése
Budapesttől 20 kilométerre, az Érd-Sóskúti-fennsík és az Érd–Ercsi-hátság határán, a Dunába torkolló Benta-patak két partján helyezkedik el. Közeli települések: Sóskút, Érd és Martonvásár.
A belterület három nagyobb részből áll. A legrégebbi a Falu, központjában az orsósan kibővülő, széles főutcával. Az Újtelep 1921-ben keletkezett a Benta keleti partján, az újabb, Ligeti területet pedig 1930-ban parcellázták a Benta nyugati partján.

### Földrajzi adottságai
Lösztakaró fedi, amelyen jó minőségű mezőségi talaj képződött, a mezőgazdaság aránya a gazdasági struktúrában mégis rendkívül alacsony. A délkeleti irányú Benta-patak sekély völgye a pleisztocén korban alakult ki szerkezeti törés révén. A térség ivóvizét biztosítja a miocén rétegekből történő vízkivétel. Az ivóvíz enyhén szennyezett volt, viszonylag magas a nitráttartalma. Tárnokliget a belvízzel, Újtelep a talajvízmozgással küszködik. Most már iható a víze.

### Megközelítése
A 7-es főút és az M7-es autópálya között terül el; az autópálya lejárója segíti a bekapcsolódást az agglomerációba. Érinti a települést az Érd-Biatorbágy közti 8104-es út és a pusztazámori M7-csomóponttól a sóskúti ipari parkig vezető 8107-es út; belterületi útjai közül öt számjegyű országos közútnak számít még a 81 104-es út és a 81 105-ös út.
Közösségi közlekedéssel egyrészt az érdi Tesco áruháztól induló 741-es, 742-es és 743-as autóbuszokkal közelíthető meg, másrészt a Budapest–Murakeresztúr-vasútvonal azon vonataival, amelyek megállnak Tárnok vasútállomáson.

## Tájképe, településképe
Fokozott a nagyváros hatására a tájleromlás, a város a környezetszennyező tevékenységét a kistérségbe telepítette (sittlerakás, szeméttelepek).[forrás?]
A településburjánzással az 1970-es évekre a rendezési tervek már nem tudtak lépést tartani, zsúfolt munkáskolóniák, rendezetlen hobbitelkek alakultak ki. A paraszti múltú lakosság, illetve az ország keleti részéből, főként Szabolcsból betelepült családok jövedelme két forrásból származott: az iparból és a mezőgazdasági tevékenységből. A rendszerváltást követően agglomerációs alvóvárosias negyedek alakultak ki.

## Közélete

### Polgármesterei
- 1990–1994: Rozbora Andor (MDF)[3]
- 1994–1998: Rozbora Andor (független)[4]
- 1998–2002: Dr. Gergely István (független)[5]
- 2002–2006: Dr. Gergely István (független)[6]
- 2006–2010: Szolnoki Gábor Károly (Fidesz-KDNP)[7]
- 2010–2014: Szolnoki Gábor Károly (Fidesz-KDNP-Otthon Tárnokon Választási Szövetség Egyesület)[8]
- 2014–2019: Szolnoki Gábor Károly (Fidesz-KDNP-Otthon Tárnokon Választási Szövetség Egyesület)[9]
- 2019–2024: Dr. Lukács László (független)[10]
- 2024– : Dr. Lukács László (Tárnoki Civil Fórum Egyesület)[1]

## Gazdasága
A gazdasági ágak közül a mezőgazdaság alacsony, a kereskedelem magas arányt képvisel, a vállalkozássűrűség alacsony. A jövedelmi viszonyokban a térségen belül jelentős eltérések mutatkoznak. Tárnok esetében a mutató még a Pest megyei átlagot sem éri el, és jelentősen az agglomerációs átlag alatt marad.
A tárnoki kistérségi kommunális hulladéklerakó betelt. A térségben keletkezett háztartási hulladék elhelyezésének kérdését a pusztazámori regionális szilárdhulladék-lerakó üzembe helyezése oldotta meg.

## Lakossága
Tárnok lakói foglalkozásuk alapján vegyes képet mutatnak. Sokan választották munkahelyül a fővárost, ahol a kereskedelem és a szolgáltatóipar biztosít számukra megélhetést; valamint a környező ipari központokat.
A település népességének változása:
| Lakosok száma | 8888 | 8871 | 9654 | 10 267 | 10 261 | 10 526 | 10 488 |
|               | 2013 | 2014 | 2018 | 2021   | 2022   | 2023   | 2024   |

A 2011-es népszámlálás során a lakosok 86,8%-a magyarnak, 0,8% cigánynak, 1,2% németnek, 0,7% románnak, 1,6% szlováknak mondta magát (13,1% nem nyilatkozott; a kettős identitások miatt a végösszeg nagyobb lehet 100%-nál). A vallási megoszlás a következő volt: római katolikus 31,4%, református 8,1%, evangélikus 0,9%, görögkatolikus 0,7%, felekezeten kívüli 24,1% (32,6% nem nyilatkozott).
2022-ben a lakosság 89%-a vallotta magát magyarnak, 1% németnek, 0,7% szlováknak, 0,4% cigánynak, 0,3% románnak, 0,1-0,1% horvátnak, bolgárnak és szerbnek, 4% egyéb, nem hazai nemzetiségűnek (10,8% nem nyilatkozott; a kettős identitások miatt a végösszeg nagyobb lehet 100%-nál). Vallásuk szerint 22,7% volt római katolikus, 7,9% református, 1,1% evangélikus, 1,1% görög katolikus, 0,1% ortodox, 1,2% egyéb keresztény, 0,7% egyéb katolikus, 18,6% felekezeten kívüli (46,1% nem válaszolt).

## Fejlődési kilátásai
A meglévő gyengeségeket a kínálkozó lehetőségek függvényében kiküszöbölő fejlesztési stratégia célkitűzése szerint olyan bel- és külterületi infrastruktúra-fejlesztésekre is szükség van, amelyek azt szolgálják, hogy a térben terjedő lakóhelyi szuburbanizáció során ide költözők társadalmi összetétele megfelelő legyen.[forrás?] A fejlesztési stratégia részét képezi, hogy kialakulhasson egy célszerű és okszerű gazdálkodás a termőfölddel és a kivonásra ítélt területekkel, hogy ezáltal is csökkenjen a parlagterületek, az allergiát okozó gyomnövényekkel fedett kiterjedt, gondozatlan területek aránya.
A mezőgazdaság fennmaradása megköveteli a biztonságos termelés garantálását (lopások meggátlása), a határ védelmében nyújtott segítséget, amely egyben az illegális hulladéklerakásnak is gátat szabhat.
A fejlesztési koncepció ajánlásai az aktív szabadidő eltöltésére alkalmas helyek fejlesztése és az urbánus terek fejlesztése, átgondolt lakóterület fejlesztés. Az értékesebb kertvárosi területek a beépíthetőségi előírások következtében kisebb értékű társasházi lakóövezetekké válnak.

## Közbiztonsága
A közbiztonság fő problémái az illegális hulladéklerakás, az időnként megjelenő hajléktalanok, a kerékpárlopások, kerti lopások, melyek a település külterületére és a vasútállomás környékére koncentrálódnak.[forrás?]
Saját szervezett polgárőrséggel rendelkezik. Az évek óta tartó szervezett szolgálatoknak köszönhetően a bűnelkövetések száma jelentősen visszaszorult a településen.

## Története
Tárnok legkorábbi ismert említése 1257-ből való, nevét ekkor Tavarnuk, majd 1283 körül egy másik okiratban Tawarnucweg formában jegyezték fel.
A hun krónika szerzője a germán Detre és a hunok közötti első nagy csatát Tárnokvölgyre helyezte.
A települést a nevéből ítélve tárnokok lakhatták, akik a tatárjárás után a budai királynéi udvart szolgálták.
1257 és 1268 között a királyné népei és a Berki nemesek perben álltak egymással 2 ekényi tárnokvölgyi föld felett, melyet Deszka néven neveztek.
Tárnok három nagyobb részből áll. Az ősi mag, az Ófalu, az újtelepi rész 1921-ben keletkezett, Tárnokligetet pedig 1930-ban parcelláztatta Üszögi Nagy Sándor földbirtokos.
2007-ben került a Budaörsi kistérségből az újonnan megalakuló Érdi kistérségbe, 2013-tól pedig az Érdi járás részévé vált.

## Nevezetességei
- Római katolikus templom
- Szent Rókus kápolna
- I-II. világháborús emlékmű
- Millenniumi emlékoszlop
- Március 15. emlékmű
- Trianon emlékmű
- Kopjafa az 1956-os forradalom emlékére
- Öreg-hegyi pincesor
- Benta-patak
- Kőfejtő
- Horgásztó
- Tárnok Mérőállomás

## Ismert személyek
- Itt él Zalatnay Sarolta.[13]

## Külső hivatkozások
- Tárnok nagyközség hivatalos honlapja
- Tárnok Helytörténet
- Tárnok Infó - Tárnoki programok, hírek, újdonságok
- Tárnok az utazom.com honlapján
- Térkép Kalauz – Tárnok
- IV. László király Tavarnuk nevű földet nővérének Erzsébetnek és a Boldogasszony  margitszigeti apáca-kolostorának adományozza, 1277.